# Festival de Las Condes 2025
El Festival de Las Condes 2025 fue un evento musical que se llevó a cabo entre los días 24 y 25 de enero de 2025 en el Parque Padre Hurtado de Santiago, Chile. Fue transmitido por Chilevisión y es presentado por Diana Bolocco y Cristián Riquelme.

## Artistas

### Música[2]
- Paloma San Basilio
- Álex Ubago
- Karen Paola
- / Américo

### Humor[3]
- Juan Pablo Flores
- Bombo Fica

## Programación
|        | Obertura                      |
|        | Cantante / Intérprete musical |
|        | Humor                         |
| ⭐     | Estrella de oro               |
| UTC -3 | Hora de Chile                 |

### Día 1 (viernes, 24 de enero)[4]
| N.º | Artista | Género / Tipo                                                        | Horario (UTC -3) | Premios   | Canciones / Temas |
| --- | --- | -------------------------------------------------------------------- | ---------------- | --------- | --- |
| O   | Homenaje a los cantautores chilenos Zalo Reyes y Cecilia Pantoja (Emilia Dides, Boris González y Coro Encanta) | Obertura                                                             | 21:53 21:58      | -         | Ver lista 1. «Una lágrima en la garganta» de Zalo Reyes 2. «Baño de mar a medianoche» de Cecilia Pantoja                                                                                                  |
| 1   | Álex Ubago | Cantautor y compositor de baladas románticas, pop latino y pop rock. | 22:14 23:32      | ⭐(23:25) | Ver lista 1. «No te rindas» 2. «Viajar contigo» 3. «Cuanto antes» 4. «Míranos» 5. «Yo no te olvido» 6. «Sabes» 7. «Me arrepiento» 8. «Estar contigo» 9. «Dame tu aire» 10. «Qué pides tú» 11. «Sigo aquí» |
| 2   | Juan Pablo Flores                                                                                              | Humorista chileno.                                                   | 00:00 00:26      | ⭐(00:25) | Ver lista |
| 3   | Karen Paola | Cantante y compositora de pop, baladas y música chilena.             | 00:40 01:23      | ⭐(01:13) | Ver lista |

### Día 2 (sábado, 25 de enero)[4]
| N.º | Artista            | Género / Tipo | Horario (UTC -3) | Premios   | Canciones / Temas |
| --- | ------------------ | --- | ---------------- | --------- | ----------------- |
| O   |                    | Obertura | 21:47 21:55      | -         | Ver lista         |
| 1   | Bombo Fica         | Destacado humorista chileno. | 22:08 23:16      | ⭐(23:14) | Ver lista         |
| 2   | Paloma San Basilio | Cantante y actriz reconocida por sus baladas románticas, música melódica y destacadas interpretaciones en teatro musical.        | 23:38 00:45      | ⭐(00:36) | Ver lista         |
| 3   | Américo            | Cantante chileno reconocido por su talento en la música tropical, especialmente en géneros como la cumbia y la balada romántica. | 01:00 02:03      | ⭐(02:02) | Ver lista         |

## Audiencias
| Noche | Día     | Fecha               | Horario       | Índice de audiencia | Puesto diario |
| ----- | ------- | ------------------- | ------------- | ------------------- | ------------- |
| 1     | Viernes | 24 de enero de 2025 | 21:55 - 01:25 | 9,1                 | 2°            |
| 2     | Sábado  | 25 de enero de 2025 | 22:00 - 02:05 | 14,9                | 1°            |